# Luigi Ferrajoli
Luigi Ferrajoli (Firenze, 6 agosto 1940) è un giurista ed ex magistrato italiano, filosofo del diritto e allievo di Norberto Bobbio.

## Biografia
Il 16 novembre 1962 conseguì la laurea in Giurisprudenza presso l'Università degli Studi di Roma "La Sapienza".
Tra il 1962 e il 1965 ottenne tre borse di studio annuali e così poté proseguire i suoi studi di diritto, di logica, di filosofia della scienza, di filosofia analitica e di analisi del linguaggio al seguito di Norberto Bobbio, di cui è uno dei principali allievi.
Sin dalla fine degli anni Settanta ha partecipato a molte battaglie civili, scrivendo articoli su giornali e riviste, in particolare sul quotidiano il manifesto, tenendo conferenze e partecipando a innumerevoli dibattiti e convegni.
Dopo il 1975 e per tutti gli anni Ottanta s'impegnò attivamente in difesa delle garanzie penali e processuali contro il diritto penale d'eccezione e contro le deviazioni inquisitorie che in Italia caratterizzarono la risposta emergenziale al terrorismo. Dall'analisi e dalla critica di quell'esperienza nacque il libro "Diritto e ragione. Teoria del garantismo penale", pubblicato nel 1989 per i tipi dell'editore Laterza e ormai giunto alla 10ª edizione.
Ha partecipato, in qualità di componente del collegio giudicante, a numerose sessioni del c.d. "Tribunale permanente dei popoli (TPP)", tribunale d'opinione esplicitamente concepito e praticato come tribunale supplente di una giurisdizione internazionale mancante, fondato da Lelio Basso alla fine degli anni Settanta sul modello del c.d. "Tribunale Russell".
Dal 26 luglio 2006 al 31 marzo 2008 fu membro della Commissione di studio per la riforma del codice penale istituita presso il Ministero della Giustizia con D.M. 27 luglio 2006 e presieduta da Giuliano Pisapia (c.d. "Commissione Pisapia").

### In magistratura
In magistratura dal 15 marzo 1967, fino al 30 novembre 1975 esercitò le funzioni di giudice in materia penale, civile, di famiglia e di lavoro presso la pretura mandamentale di Prato.
Negli anni Sessanta partecipò attivamente alla fondazione di Magistratura Democratica (MD), associazione di giovani magistrati impegnati nella ridefinizione di un ruolo garantista della giurisdizione ancorato ai principi della Costituzione, fino ad allora rimasti sostanzialmente ignorati dalla giurisprudenza dominante. In particolare sul capoverso dell’articolo 3 della Costituzione egli fondò «la promozione di scelte giudiziarie nelle quali si affermi la prevalenza degli interessi funzionali all’emancipazione delle classi subalterne, cui del resto la Costituzione accorda specifica tutela, sugli interessi ad essi virtualmente contrapposti e che non sono protetti da analoga garanzia costituzionale».
Il 1º dicembre 1975 si dimise dalla magistratura e prese servizio come professore ordinario nell'Università degli Studi di Camerino.

### Carriera accademica
L'11 ottobre 1969, a 29 anni, conseguì l'abilitazione alla libera docenza in "Filosofia del diritto", presentando un originale lavoro dal titolo "Teoria assiomatizzata del diritto. Parte generale", in cui, per la prima volta nella storia del pensiero giuridico, vengono impiegati il metodo assiomatico e la logica proposizionale per la costruzione di una teoria del diritto.
Dal 1970 al 1975 fu professore incaricato di "Teoria generale del diritto" nella Facoltà di Giurisprudenza dell'Università degli Studi di Camerino.
Dal 1º dicembre 1975 al 1º novembre 2003 fu professore ordinario nell'Università degli Studi di Camerino, dove insegnò "Filosofia del diritto" e "Teoria generale del diritto".
Nel triennio 1976-1979 fu preside della Facoltà di Giurisprudenza dell'Università degli Studi di Camerino.
Nel quadriennio 1976-1980 fu prorettore dell'Università degli Studi di Camerino.
Negli anni 1980-1983, 1988-1990, 1994-1996 fu Direttore dell'Istituto di studi storico-giuridici, filosofici e politici della Facoltà di Giurisprudenza dell'Università di Camerino.
Dal 1º novembre 2003 al 31 ottobre 2010 fu professore ordinario di "Filosofia del diritto" e "Teoria generale del diritto" nella Facoltà di Giurisprudenza dell'Università degli Studi Roma Tre.
Dal 28 gennaio 2014 è professore emerito di "Filosofia del diritto" presso l'Università degli Studi Roma Tre.

## Principia iuris. Teoria del diritto e della democrazia
Nel 2007 diede alle stampe l'opera "Principia iuris. Teoria del diritto e della democrazia", lavoro monumentale di quasi 3.000 pagine e diviso in tre volumi, rispettivamente dedicati alla Teoria del diritto, alla Teoria della democrazia e alla Sintassi del diritto.
La costruzione di una teoria del diritto non solo formale ma addirittura assiomatizzata, mediante l'uso della logica proposizionale, ha rappresentato, per oltre 40 anni, lo scopo e il lavoro principale della vita di Luigi Ferrajoli, a cominciare da uno dei suoi primi scritti – "Saggio di una teoria formalizzata del diritto" (del 1965), per poi proseguire con la "Teoria assiomatizzata degli atti e delle situazioni giuridiche" e la "Teoria assiomatizzata del diritto. Parte generale" (rispettivamente del 1967 e del 1970), fino ad arrivare ai tre volumi di "Principia iuris. Teoria del diritto e della democrazia" (del 2007).
Nel primo volume di Principia iuris (Teoria del diritto) viene esposta una complessa e sofisticata teoria del diritto. Si tratta di una teoria del diritto formalizzata, perché costruita impiegando il metodo assiomatico, e formale, perché si limita a definire concetti, a identificare le relazioni sintattiche tra essi intercorrenti e ad analizzare le strutture formali degli ordinamenti, senza nulla dire sui loro concreti contenuti normativi (oggetto di studio da parte delle discipline giuridiche positive), né sulla loro giustizia o ingiustizia (oggetto di studio da parte della critica politica e della filosofia della giustizia), né su come essi di fatto funzionano (oggetto di studio da parte della sociologia del diritto).
Nel secondo volume di Principia iuris (Teoria della democrazia) viene disegnato un preciso modello teorico di democrazia, non limitato alla sola accezione "formale" della stessa, ma esteso alla sua dimensione "sostanziale", rappresentata dai limiti e vincoli imposti ai poteri pubblici e privati, rispettivamente, dai diritti di libertà e dai diritti sociali. Secondo tale modello teorico, infatti, la democrazia costituzionale si articola in quattro dimensioni (politica, civile, liberale, sociale), corrispondenti ad altrettante classi di diritti fondamentali costituzionalmente stabiliti: i diritti politici, civili, di libertà e sociali. Di questi, mentre i diritti politici e civili rappresentano le "forme" di autonomia (politica e negoziale) in cui si concreta la democrazia e le decisioni, pubbliche e private, che in essa vengono adottate, i diritti di libertà e sociali rappresentano invece i limiti e i vincoli di "sostanza" o "contenuto" a quelle stesse decisioni di autonomia (politica e negoziale) che dei diritti politici e civili sono esercizio.
Nel terzo volume di Principia iuris (Sintassi del diritto), dedicato all'assiomatizzazione della teoria del diritto, sono disegnate la sintassi logica del discorso teorico e delle complesse strutture degli ordinamenti giuridici che ne formano l'oggetto. In base al metodo assiomatico adottato, tutti i termini e tutte le tesi della teoria, fatta eccezione per un numero limitato di termini e di tesi primitive (cc.dd. "postulati"), sono gli uni definiti mediante altri termini teorici e le altre dedotte da altre tesi della teoria sulla base di regole di formazione e di trasformazione previamente stabilite. Si tratta di un complesso linguaggio simbolico, costituito da formule e calcoli, che permette la ricostruzione rigorosa dell'intero linguaggio teorico-giuridico, la massima semplificazione dei concetti assieme alla massima chiarezza e capacità esplicativa, l'interna coerenza del discorso senza le molte aporie e ambiguità del comune linguaggio giuridico e, infine, l'esposizione al controllo logico di tutte le tesi dimostrate.

## Riconoscimenti accademici e onorificenze istituzionali
Per la sua intensa attività di studioso, di giurista, di filosofo e teorico del diritto, nel corso degli anni Luigi Ferrajoli è stato insignito, soprattutto in paesi di lingua latino-americana, di numerosi riconoscimenti istituzionali e accademici, tra cui:
1) il titolo di "doctor honoris causa de la Universidad de Buenos Aires", conferito nella Facultad de Derecho, con laudatio di Eugenio Raúl Zaffaroni, nell'anno 1997;
2) il titolo di "doctor honoris causa de la Universidad de Lomas de Zamora", conferito nella Facultad de Derecho, con laudatio di Juan Pegoraro, nell'anno 2005;
3) il titolo di "doctor honoris causa de la Universidad Nacional de La Plata", conferito nella Facultad de Derecho, con laudatio di Raúl Zaffaroni, nell'anno 2005;
4) il titolo di "doctor honoris causa de la Universidad de Rosario", conferito nella Facultad de Derecho dell'Università di Rosario (Argentina), con laudatio di Daniel Erbetta, nell'anno 2007;
5) il titolo di "profesor distinguido" presso l'I.T.A.M. (Insitituto Tecnológico Autónomo de México), conferito a Ciudad de México, nell'anno 2007;
6) il Premio Internacional de Investigación en Derecho “Hector Fix-Zamudio” dell'Istituto de Investigaciónes Juridicas de la Universidad Naxional Autónoma de México; riconoscimento conferito a Ciudad Universitaria, nell'anno 2007, “como reconocimiento a su extraordinaria labor que lo ha distinguido por realizar aportaciones originales y sobresalientes en el campo del derecho”;
7) il titolo di "doctor honoris causa de la Universidad de la Repubblica del Uruguay", conferito nell'anno 2008, con laudationes dei proff. Milton Cairoli (penalista) e Oscar Sarlo (filosofo del diritto);
8) il titolo di "Consejero honorario de la Asociación Interamericana de Defensorias Publicas", conferito a Buenos Aires (Argentina), nell'anno 2008;
9) il titolo di "doctor honoris causa de la Universidad de Castilla La Mancha Archiviato il 6 febbraio 2016 in Internet Archive.", conferito nell'anno 2009 a Toledo (Spagna), nella Facultad de Derecho de la Universidad de Castilla La Mancha, con laudatio del prof. Luis Prieto Sanchis;
10) il titolo di "doctor honoris causa de l'Instituto Nacional de Ciencias Penales (INACIPE) de Ciudad de México", conferito in Ciudad de México, il 9 febbraio 2010, con laudatio del prof. Pedro Salazar Ugarte;
11) il titolo di "doctor honoris causa de la Universidad Nacional del Litoral", conferito a Santa Fe de la Vera Cruz (Argentina) nell'anno 2010, con laudatio del Rector Albor Angel Cantard;
12) il titolo di "doctor honoris causa dell'Academia Brasileira de Direito Constitucional", conferito a Curitiba (Brasile), nell'anno 2010;
13) il titolo di "doctor honoris causa de la Universidad de Valparaíso", conferito a Valparaíso (Cile), nell'anno 2011, con laudatio del prof. dr. Augustin Squella, “en atención a su relevante contribución al desarrollo de un modelo normativo de la democracia constitucional y a la reflexión jurídica en torno a la garantías de los derechos constitucionales”; 
14) il titolo di "profesor honorario de la Universidad Andina Simón Bolívar", conferito a San Francisco de Quito (Ecuador), nell'anno 2011, con laudatio del prof. dr. Ernesto Albán Gómez;
15) la "medalla doctoral U.E.S.S.", conferita a Samborondón (Ecuador), nell'anno 2011, con laudatio del prof. dr. Galo García Feraud, “en mérito a su distinguida trajectoria humanista y por su contribución a la cultura jurídica universal”;
16) l'onorificenza della "conderación de la Orden al Mérito Constitucional", conferita dal plenum della Corte costituzionale dell'Ecuador nell'anno 2011;
17) l'onorificenza di "huespes de onor de la Ciudad de Santiago de Guayaquil", conferita a Guayaquili (Ecuador), nell'anno 2011;
18) il titolo di "professor ad honorem" dell'Instituto de la Judicatura Federal - Escuela Judicial, conferito in México, Distrito Federal, nell'anno 2012, “por sus aportaciones al constitucionalismo, a la efectiva realización de los derechos humanos y al ejercicio de la jurisdicción en el Estato Consititucional de Derecho, ejes fundamentales de la transformación democratica latinoamericana";
19) il titolo di "doctor honoris causa de la Universidad Nacional de Córdoba en Filosofia y Humanidades", conferito a Córdoba (Argentina) nell'anno 2012, con laudatio del prof. Ricardo Caracciolo;
20) il titolo di "doctor honoris causa de la Universidad Nacional de Tucuman", conferito nella città di San Miguel de Tucuman (Argentina), nell'anno 2012, con laudatio della prof. Alicia Freidenberg;
21) l'onorificenza della "medalla de honor del Congreso de la Republica del Peru, en el grado de Caballero", conferita a Lima (Perù), nell'anno 2013 per "sus importantes contribuciones como jurista i filósofo del derecho contemporaneo";
22) il titolo di "doctor honoris causa de la Universidad Catolica del Peru", conferito a Lima (Perù), nell'anno 2013, con laudatio del prof. César Landa Arroyo;
23) il titolo di "doctor honoris causa de la Universidad Nacional de San Agustin de Arequipa", conferito in Arequipa (Perù), nell'anno 2013, con laudatio del prof. P.E. Javier Lizarraga Lazo;
24) il titolo di "doutor honoris causa do Instituto Superior do Ministério Publico", conferito a Rio de Janeiro (Brasile) nell'anno 2013, con laudatio del dr. Alexander Araujo de Souza, per la “imensa contribucao cientifica prestada para o desenvolvimento, em ambito nacional e internacional, das disciplinas Teoria General do direito e Filosofia do direito”;
25) il titolo di "doutor honoris causa de la Universidade Gama Filho di Rio de Janeiro", conferito a Rio de Janeiro (Brasile), nell'anno 2013, con laudatio del prof. Luis Gustavo Grandinetti;
26) il titolo di "professore emerito", conferito dal Ministro dell'Istruzione, dell'Università e della Ricerca il 28 gennaio 2014;
27) il titolo di "doctor honoris causa de la Universidad Nacional Mayor de San Marcos de Lima", conferito a Lima (Perù), nell'anno 2014;
28) il titolo di “doctor honoris causa de la Universidad Privada Antenor Orrego (UPAO) de Trujillo", conferito a Trujillo (Perù), nell'anno 2014;
29) il titolo di "profesor emerito de la Unidad Academica de Jurisprudencia, Ciencias Sociales y Politicas de la Universidad Catolica de Cuenca", conferito a Cuenca (Ecuador), nell'anno 2014;
30) l'onorificenza di "huespes de honor de la ciudad Autonoma de Buenos Aires", conferita dalla Legislatura de la Ciudad Autonoma de Buenos Aires (Argentina) nell'anno 2015
31) il titolo di "doctor honoris causa de la Universidad Nacional de Cuyo", conferito a Mendoza (Argentina), nell'anno 2015;
32) il titolo di "doctor honoris causa de la Universidad Santo Tomas", conferito a Tunja (Colombia), nell'anno 2015;
33) il titolo di "doctor honoris causa de la Universidad Libre de Bogotà", conferito a Bogotà (Colombia), nell'anno 2015, perché "el señor Luigi Ferrajoli, como profesor, académico, intelectual y teórico del derecho, de la ciencia política, de la democracia, de los derechos humanos y de la filosofía, ha contribuido de manera paradigmática y crítica al debate en pro del bienestar de los habitantes del orbe".
34) il titolo di "doctor honoris causa de la Universidad Nacional del Altiplano de Puno", conferito nella Facultad de Ciencias Jurídicas y Políticas, con laudatio di Boris G. Espezúa Salmón, nell'anno 2022;

## Opere principali
Luigi Ferrajoli ha pubblicato più di 500 saggi, in riviste e opere collettanee.
È inoltre autore di più di 30 libri, di cui molti tradotti in diverse lingue straniere, tra cui:
1) Luigi Ferrajoli, Teoria assiomatizzata degli atti e delle situazioni giuridiche, collana Pubblicazioni dell'Istituto di Filosofia del diritto dell'Università di Roma, III serie, Milano, Giuffré, 1967,  p. 69.
2) Luigi Ferrajoli, Teoria assiomatizzata del diritto. Parte generale, collana Pubblicazioni dell'Istituto di Filosofia del diritto dell'Università di Roma, III serie, Milano, Giuffré, 1970,  p. 208.
3) Luigi Ferrajoli e Danilo Zolo, Democrazia autoritaria e capitalismo maturo, Milano, Feltrinelli, 1978,  p. 138.
4) Luigi Ferrajoli, Diritto e ragione. Teoria del garantismo penale, con prefazione di Norberto Bobbio, 10ª ed., Laterza, Roma-Bari, 2011  [1989],  p. 1034, ISBN 978-88-420-3481-0.
5) Luigi Ferrajoli, La sovranità nel mondo moderno, 2ª ed., Roma-Bari, Laterza, 2004  [1995],  p. 93, ISBN 978-88-420-5213-5.
6) Luigi Ferrajoli, La cultura giuridica nell'Italia del Novecento, Roma-Bari, Laterza, 1999,  p. 122, ISBN 978-88-420-5700-0.
7) Luigi Ferrajoli, Derechos y garantías. La ley del más debil (PDF), 7ª ed., Madrid, Trotta, 2010  [1999],  p. 184, ISBN 978-84-8164-285-8 (archiviato dall'url originale il 5 marzo 2016).
8) Luigi Ferrajoli, El garantismo y la filosofia del derecho, Colombia, Fundacion Fes, 2000,  p. 198, ISBN 978-958-616-462-7.
9) Luigi Ferrajoli, Epistemología jurídica y garantismo (PDF), Mexico D.F., Fontamara, 2004,  p. 301, ISBN 978-968-476-479-8. URL consultato il 29 dicembre 2015 (archiviato dall'url originale il 5 febbraio 2016).
10) Luigi Ferrajoli, Jürgen Habermas e Peter Häberle, La constitucionalización de Europa, México, Universidad Nacional Autónoma de México, 2004,  p. 124, ISBN 970-32-1931-4.
11) Luigi Ferrajoli, Razones jurídicas del pacifismo, Madrid, Trotta, 2004,  p. 150, ISBN 978-84-8164-693-1.
12) Luigi Ferrajoli e Manuel Atienza, Jurisdicción y argumentación en el Estado constitucional de derecho, México, Universidad Nacional Autónoma de México, 2005,  p. 134, ISBN 970-32-2662-0.
13) Luigi Ferrajoli, Garantismo. Una discusión sobre el derecho y la democracia, Madrid, Trotta, 2006,  p. 136, ISBN 978-84-8164-866-9.
14)  Luigi Ferrajoli, Derecho penal mínimo y otros ensayos, con presentazione di Miguel Carbonell, México, Comisión Estatal de Derechos Humanos del Estado de Aguascalientes, 2006,  p. 72.
15) Luigi Ferrajoli, José Juan Moreso e Manuel Atienza, La teoría del derecho en el paradigma constitucional (PDF), a cura di Gerardo Pisarello e Ricardo García Manrique, Madrid, Fundación Colloquio Jurídico Europeo, 2008,  p. 217, ISBN 978-84-612-3659-6. URL consultato il 5 febbraio 2016 (archiviato dall'url originale il 4 marzo 2016).
16) Luigi Ferrajoli, Democracia y garantismo, 2ª ed., Madrid, Trotta, 2010  [2008],  p. 376, ISBN 978-84-9879-005-4.
17)  Luigi Ferrajoli, Por uma Teoria dos Direitos e dos Bens Fundamentais, traduzione di brasiliana a cura di Alexandre Salim, Alfredo Copetti Neto, Daniela Cademartori, Hermes Zaneti junior, Sérgio Cademartori, Porto Alegre, Livaria do Advogado Editora, 2011,  p. 122, ISBN 978-85-7348-726-8.
18) Luigi Ferrajoli, Diritti fondamentali. Un dibattito teorico, a cura di Ermanno Vitale, 3ª ed., Roma-Bari, Laterza, 2008  [2001],  p. 388, ISBN 978-88-420-6353-7.
19) Luigi Ferrajoli, Principia Iuris. Teoria del diritto e della democrazia, Vol. 1, Teoria del diritto, 2ª ed., Roma-Bari, Laterza, 2012  [2007],  p. 1032, ISBN 978-88-420-8206-4.
20) Luigi Ferrajoli, Principia Iuris. Teoria del diritto e della democrazia, Vol. 2, Teoria della democrazia, 3ª ed., Roma-Bari, Laterza, 2013  [2007],  p. 718, ISBN 978-88-420-8263-7.
21) Luigi Ferrajoli, Principia Iuris. Teoria del diritto e della democrazia, Vol. 3. La Sintassi del diritto, Roma-Bari, Laterza, 2007,  p. 1024, ISBN 978-88-420-8511-9.
22) Luigi Ferrajoli, Poteri selvaggi. La crisi della democrazia italiana, Roma-Bari, Laterza, 2011,  p. 100, ISBN 978-88-420-9646-7.
23) Luigi Ferrajoli e Juan Ruiz Manero, Dos modelos de constitucionalismo. Una conversación, Madrid, Trotta, 2012,  p. 160, ISBN 978-84-9879-254-6.
24) Luigi Ferrajoli, En debate sobre el constitucionalismo, Madrid, Marcial Pons, 2012,  p. 375, ISBN 978-84-9768-991-5.
25) Luigi Ferrajoli, La democrazia attraverso i diritti. Il costituzionalismo garantista come modello teorico e come progetto politico, Roma-Bari, Laterza, 2013,  p. 296, ISBN 978-88-581-0520-7.
26) Luigi Ferrajoli, Dei diritti e delle garanzie. Conversazione con Mauro Barberis, Bologna, Il Mulino, 2013,  p. 192, ISBN 978-88-15-24648-6.
27)  Luigi Ferrajoli e Juan Ruiz Manero, Un debate sobre principios constitucionales, edición de Pedro P. Grandez Castro, Lima, Palestra, 2014,  p. 358, ISBN 978-612-4218-19-4.
28) Luigi Ferrajoli, Escritos sobre el derecho penal. Nacimiento, evolución y estado actual del garantismo penal, a cura di Nicolás Guzmán, Vol. 1, Caba (Argentina), Hammurabi, 2014,  p. 549, ISBN 978-950-741-658-3.
29) Luigi Ferrajoli, Escritos sobre el derecho penal. Nacimiento, evolución y estado actual del garantismo penal, a cura di Nicolás Guzmán, Vol. 2, Caba (Argentina), Hammurabi, 2014,  p. 539, ISBN 978-950-741-659-0.
30) Luigi Ferrajoli, Iura paria. I fondamenti della democrazia costituzionale, a cura di Dario Ippolito e Fabrizio Mastromartino, con prefazione di Dario Ippolito e Fabrizio Mastromartino, Napoli, Editoriale Scientifica, 2015,  p. 220, ISBN 978-88-6342-799-8.
31) Luigi Ferrajoli, La logica del diritto. Dieci aporie nell'opera di Hans Kelsen, Roma-Bari, Laterza, 2016,  p. 280, ISBN 978-88-581-2087-3.
32) Luigi Ferrajoli, La democrazia costituzionale, Bologna, Il Mulino, 2016,  p. 112, ISBN 978-88-15-26587-6.
33) Luigi Ferrajoli, Il paradigma garantista. Filosofia e critica del diritto penale, a cura di Dario Ippolito e Simone Spina, con presentazione di Dario Ippolito e Simone Spina, 2ª ed. ampliata, con appendice bibliografica, Napoli, Editoriale Scientifica, 2016  [2014],  p. 274, ISBN 978-88-6342-952-7.
34) Luigi Ferrajoli e Juan Ruiz Manero, Due modelli di costituzionalismo. Un dialogo sul diritto e sui diritti, con prefazione di Dario Ippolito, Napoli, Editoriale Scientifica, 2016,  p. 148, ISBN 978-88-6342-967-1.